# Colorant azoic

Structra chimică a unui colorant azoic simplu

Coloranții azoici sunt compuși organici în care se regăsește o grupă funcțională de tipul R−N=N−R′, unde R și R′ sunt grupe arilice. Din punct de vedere chimic, sunt compuși azoici aromatici, de forma Ar-N=N-Ar. Compușii sunt utilizați pe larg pentru colorarea materialelor textile, a pieilor și a unor alimente.

## Obținere
Metoda generală de obținere implică o reacție de cuplare azoică, aceasta fiind o reacție de substituție electrofilă a unui cation de aril-diazoniu la un alt compus, care este partenerul de cuplare. Se utilizează ca parteneri de cuplare alți compuși aromatici cu grupe electro-donoare:
ArN+
2 + Ar′H → ArN=NAr′ + H+